# الشعور (ملحان)

تعديل مصدري - تعديل

الشعور هي إحدى قرى عزلة بدح بمديرية ملحان التابعة لمحافظة المحويت، بلغ تعداد سكانها 79 نسمة حسب تعداد اليمن لعام 2004.